# Don (fleuve)
Pour les articles homonymes, voir Don et Tanaïs.
Le Don [dɔ̃] (en russe : Дон [don] ; « rivière » en langue des Scythes), autrefois appelé Tanaïs (Τάναϊς en grec ancien), est un des principaux fleuves de Russie. Il prend sa source près de Toula au sud de Moscou et parcourt un peu moins de 2 000 km avant de se jeter dans la mer d'Azov. Au niveau du barrage-réservoir de Tsimliansk le Canal Don-Volga le relie à la Volga, permettant un trafic fluvial entre la mer Noire et la mer Caspienne pour des bateaux déplaçant jusqu'à environ 5 000 t.

## Géographie
Il prend sa source près de Toula, au sud de Moscou, à une altitude de 180 mètres environ et parcourt une distance d'environ 1 950 km avant de se jeter dans la mer d'Azov en donnant naissance à un delta d'une superficie de 540 km2.
Le Don possède toutes les caractéristiques d'un fleuve de plaine. Sa pente moyenne varie peu depuis sa source jusqu'à son embouchure avec une valeur faible égale à 0,1 ‰. Le fleuve s'écoule dans de vastes plaines d'inondation sur la totalité de son parcours excepté au voisinage de Kalatch-sur-le-Don où sa vallée se rétrécit fortement.
La vallée du Don, à l'instar des autres cours d'eau de la région, présente un aspect asymétrique. Les berges de la rive droite du fleuve sont hautes et pentues tandis que celles de la rive gauche sont basses et planes.
Depuis sa source, le fleuve passe à Voronej et s'écoule d'abord en direction du sud-est vers Volgograd où, alors qu'il se trouve à 50 km de la Volga (anciennement lieu d'un volok ou portage, aujourd'hui le Canal Don-Volga), il fait un coude à 90° vers le sud-ouest jusqu'à son embouchure.

## Villes traversées
Les principales villes traversées par le fleuve sont Voronej et Rostov-sur-le-Don.

## Affluents
Cours supérieur :
- gauche – Voronej
- droite – Nepriadva, Krassivaïa Metcha, Sosna

Cours moyen :
- gauche – Bitioug, Khoper, Medveditsa, Ilovlia
- droite – Tikhaïa Sosna, Tcherna Kalitva

Cours inférieur :
- gauche – Sal, Manytch
- droite – Donets

## Histoire
Le Don était connu en Grèce antique et dans l'Empire romain sous le nom de Tanais (en grec ancien Τάναϊς), nom également donné à une cité sarmate, Tana-Azaq, située sur son embouchure méridionale. D'après le géographe antique Strabon, le fleuve était considéré comme la frontière entre l'Europe et l'Asie. À ce titre, il est un repère important dans la cartographie au Moyen Âge, étant l'un des séparateurs de la carte en T. On racontait[réf. nécessaire] que son cours était si rapide qu'il ne gelait jamais. Selon Plutarque et Eustathe de Thessalonique, le nom grec dérivait du scythe don ou dan.
Le Don était considéré comme la frontière entre l'Europe et l'Asie, depuis l'Antiquité jusqu'au règne de Pierre le Grand. La politique de réorientation de l'Empire russe vers l'Europe menée par Pierre Le Grand a conduit au déplacement de cette dernière vers l'Est, au niveau du massif de l'Oural et du fleuve Oural.

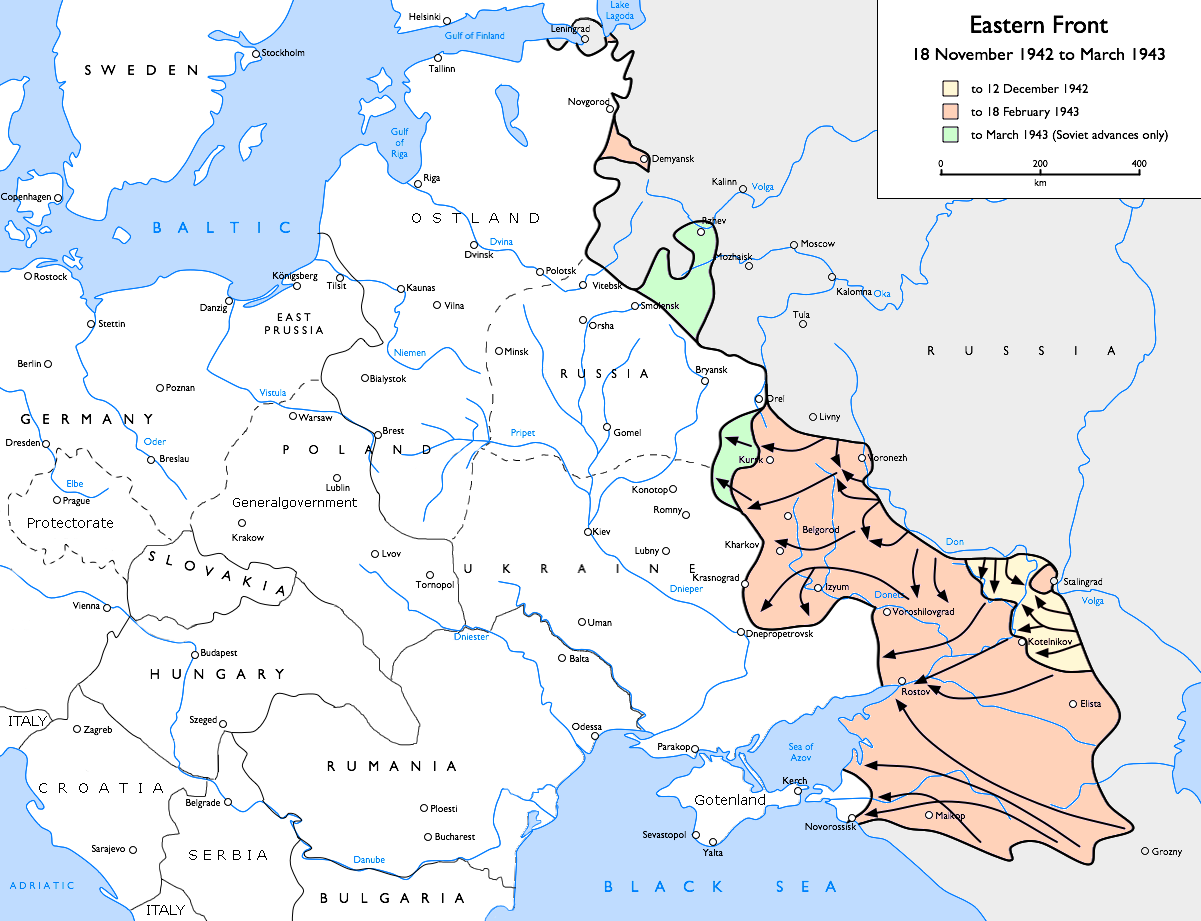
Front de l'est de novembre 1942 à mars 1943

Pendant la seconde guerre mondiale, le cours supérieur du Don marque l'avancée maximale de la Wehrmacht, tandis que dans le cadre de l'opération Fall Blau son cours inférieur est franchi par les Allemands en août 1942 vers le sud en direction du Caucase et vers l'est jusqu'à Stalingrad (sur la Volga, à environ 50 km du Don). Mais dès novembre 1942 les opérations Uranus et Saturne permettent à l'armée rouge d'éloigner définitivement du Don les forces de l'Axe.

## Aménagement
Au point le plus oriental de son cheminement, le Don s'approche de la Volga. À ce niveau, on a édifié le barrage-réservoir de Tsimliansk qui forme une retenue de 2 700 km2 sur le fleuve.
Construit au départ de cette retenue, le canal Volga-Don (105 km de long) reliant les deux fleuves est une importante voie de navigation avec son port de Rostov-sur-le-Don.
Le port d'Azov et de Rostov-sur-le-Don.

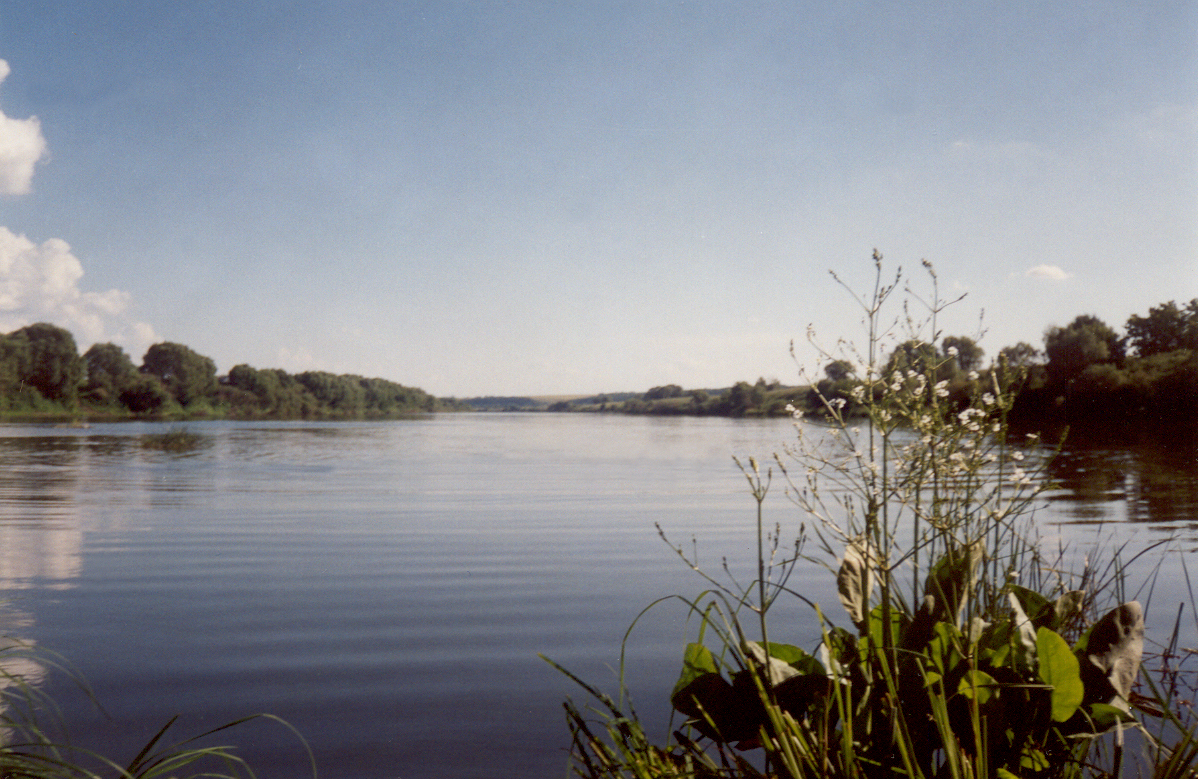
Le Don près de Ielets dans l'oblast de Lipetsk.

## Hydrologie
Le Don possède un régime nival de plaine. Le fleuve commence à geler fin novembre-début décembre. Il est pris dans la glace 140 jours par an dans la partie supérieure de son cours contre 30 à 90 jours dans la partie inférieure.
Le débit du fleuve a été observé pendant 94 ans (1891-1984) à Razdorskaïa, localité située à quelque 90 kilomètres en amont de Rostov-sur-le-Don, donc à 125 kilomètres du débouché du Don dans la mer d'Azov.
À Razdorskaïa, le débit annuel moyen ou module observé sur cette période était de 790 m3 s−1 pour une surface de drainage de plus ou moins 378 000 km2, soit 88,8 % de la totalité du bassin versant du fleuve. La lame d'eau d'écoulement annuel dans le bassin se montait de ce fait à 66 millimètres, ce qui est assez médiocre, en relation avec la faiblesse des précipitations enregistrées en général dans son bassin. 